# مغانسر
مُغانسَر یکی از شهرهای استان اردبیل است که در بخش مغانسر شهرستان پارس‌آباد واقع شده‌است. این شهر در آبان‌ماه ۱۳۸۷ خورشیدی با تجمیع روستاهای «تازه‌کند قدیم» و «تازه‌کند جدید» ایجاد شده‌است.
در سال ۱۳۹۸ نام این شهر از تازه کند به مغانسر تغییر یافته است.
میوه شلیل به عنوان سوغات و برند این شهر محسوب میشود که دوهزار هکتار از اراضی کشاورزی این شهر به محصول شلیل اختصاص یافته که سالانه بیش از ۶۰ هزار تن محصول شلیل در این شهر تولید میشود.
شهر مغانسر منطقه‌ای است که در جلگه‌ای هموار با آب و هوایی معتدل تا گرم قرار دارد. فاصله آن تا اردبیل ۲۲۰ کیلومتر می‌باشد. جلگه مغانسر مستعدترین خاک و مطلوب‌ترین شرایط آب و هوایی را برای زراعت دامپروری و باغداری داراست.
از محصولات کشاورزی ،دامی و باغی مغانسر می‌توان به پنبه، چغندر قند، ذرت، گندم، جو، حبوبات، دانه‌های روغنی، کنجد، و میوه جات و بادام زمینی و سیر اشاره کرد.
مغانسر یکی از مهمترین قطب تولید محصولات باغی بخصوص میوه شلیل در استان اردبیل میباشد.